# Wilson (Wyoming)
Wilson è un census-designated place degli Stati Uniti d'America, situato nella Contea di Teton nello stato del Wyoming. Nel censimento del 2000 la popolazione era di 1.294 abitanti.

## Geografia fisica
Secondo i rilevamenti dell'United States Census Bureau, la località di Wilson si estende su una superficie di 60,3 km², dei quali 59,9 km² sono occupati da terre, mentre 0,4 km² sono occupati da acque.

## Popolazione
Secondo il censimento del 2000, a Wilson vivevano 1.294 persone, ed erano presenti 305 gruppi familiari. La densità di popolazione era di 21,6 ab./km². Nel territorio comunale si trovavano 706 unità edificate. Per quanto riguarda la composizione etnica degli abitanti, il 97,68% era bianco, lo 0,08% afroamericano, lo 0,15% nativo, lo 0,46% proveniva dall'Asia, lo 0,54% apparteneva ad altre razze e l'1,08% a due o più. La popolazione di ogni razza ispanica corrispondeva all'1,00% degli abitanti.
Per quanto riguarda la suddivisione della popolazione in fasce d'età, il 20,9% era al di sotto dei 18, il 4,3% fra i 18 e i 24, il 39,1% fra i 25 e i 44, il 28,3% fra i 45 e i 64, mentre infine il 7,4% era al di sopra dei 65 anni di età. L'età media della popolazione era di 37 anni. Per ogni 100 donne residenti vivevano 117,1 uomini.